# Under False Pretenses
Under False Pretenses est un film muet américain réalisé par Allan Dwan et sorti en 1912.

## Fiche technique
- Réalisation : Allan Dwan
- Date de sortie : États-Unis : 4 juillet 1912

## Distribution
- J. Warren Kerrigan : Bob Waddell
- Pauline Bush : Pauline Burgess
- Jack Richardson
- Jessalyn Van Trump